# Kamilaukion

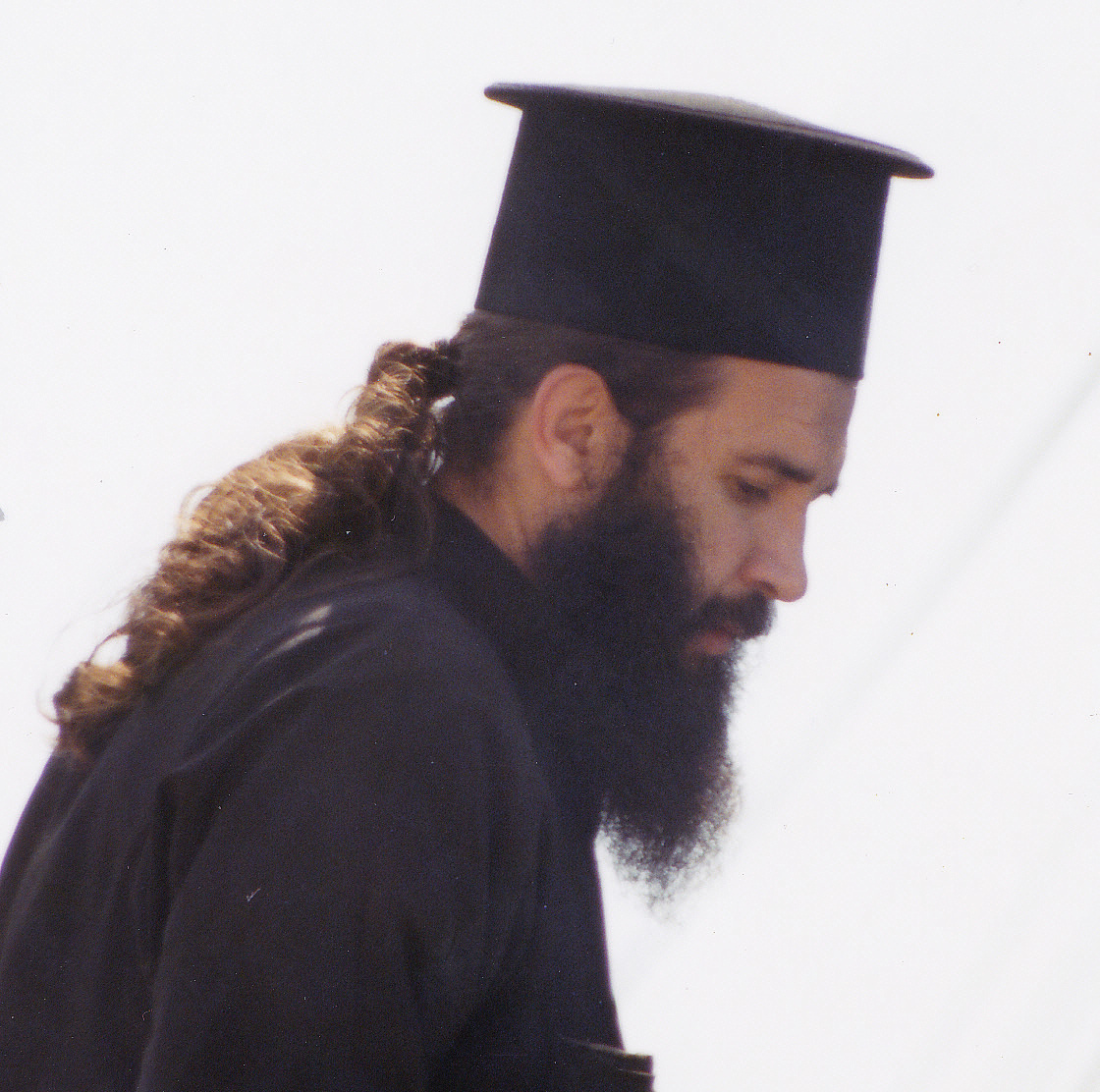
Řecký kněz s černým kamelaukionem se širokým okrajem, bez závoje

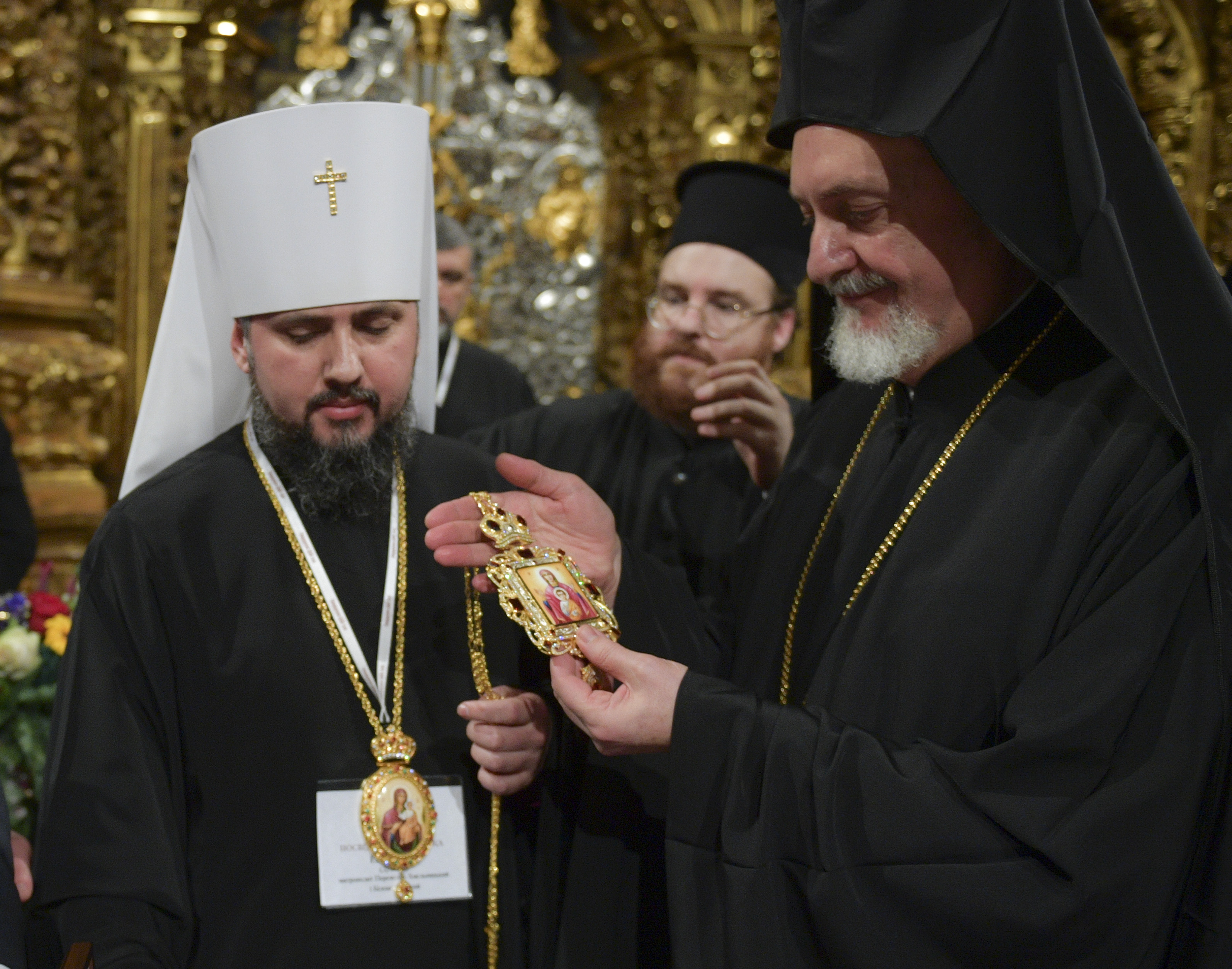
Ukrajinský metropolita Epifanius (Dumenko) v bílé kamilavce a řecký patriarcha Emmanuel Adamakis v černé, v roce 2018

Kamilaukion, také kamelaukion nebo kalimaukion (řecky: καλυμμαύχιον), καλυμμαύχι, kamilavka (rusky: камилавка, v češtině také kamilávka) je termín středního rodu pro klobouk, užívaný jako odznak úřadu (insignie) mnichů a kněží křesťanských církví ortodoxních a východních katolických. Původ má v byzantské koruně císaře nebo císařovny. Dvojí využití generovalo dva typy a tvary, nejčastější je vysoká kněžská čepice válcového nebo kónického tvaru, vyztužená kartonem, s jednobarevným potahem černým nebo bílým, také v modré, fialové nebo purpurové barvě, u mnichů se závojem spadajícím na ramena. 

## Původ a etymologie
- Starořecký termín Kamelaukion (καμηλ(λ)αύκιον nebor καμιλαύκιον) je doložen od pozdní antiky. V Byzantské říši označoval korunu císaře nebo císařovny. Dědici této tradice byli panovníci sicilští, v Palermu dochovaná koruna ze 12. století patřila Konstancie Aragonské. Z tohoto typu a tvaru se vyvinul také kukolion, kukla pravoslavných patriarchů.
- Kalimaukion (τὸ καλυμμμαυχῖον) je slovo složené z (τὸ κάλυμμα) „zakrýt“ a (ὁ αὐχήν) „krk“. Moderní řecké Kamilavkion a ruské jméno Kamilavka pochází z pozdější aproximace „velbloudí srsti“ a je slovanskou lidovou etymologií. Vychází z materiálu, z něhož se čepice zhotovovala.
- V římskokatolické církvi a v současné panovnické hierarchii tomu odpovídá termín camauro, odvozovaný také z latinského camellacium/camelaecum a počeštěné kamelaukion.

## Typy a tvary
- V řecké tradici nosí mniši jednoduchý černý kalimaukion, zakrytý černým závojem (epanokalimaukion), ale vysvěcení duchovní, (jak ženatí, tak mniši) nosí  kalimaukion s dýnkem rozšířeným do širokého okraje. Klášterní diakoni (hierodiakoni) si závoj snímají, když se oblékají na bohoslužby, ale klášterní kněží (hieromoni) ne. Řeholnice v řecké tradici běžně nosí pouze závoj.

- V ruské tradici nosí kněží a diakoni kamilavku vyšší než v řeckém pojetí, je cylindrická, rozšiřuje se směrem vzhůru a dýnko je vždy ploché. Mniši nosí černou kamilavku s černým závojem. Kamilavku se závojem nosí i ruské jeptišky. Hieromoni a hierodiakoni nosí stejnou černou kamilavku a závoj jako neordinovaní mniši. Hierodiakoni si závoj při bohoslužbě snímají, ale hieromoni ne. Protodiakoni (čestná hodnost, ženatí diakoni) dostávají kamilavku fialovou nebo červenou, ale arcidakoni nosí černou kamilavku. Arcikněžím (čestná hodnost ženatých kněží) se uděluje také fialová nebo červená kamilavka. Biskupové, kteří jsou vždy mnichy, nosí černou kamilavku s černým závojem. Arcibiskupové se vyznačují na přední straně závoje křížem, posázeným drahokamy. Metropolité nosí přes kamilavku bílý závoj se stejným křížem jako arcibiskup. Kamilavka byla v ruské církvi zavedena reformou patriarchy Nikona v polovině 17. století, ale u duchovenstva nebyla oblíbená. Moskevský patriarcha místo kamilavky nosí bílý kukulion, ve tvaru kukly se závojem rozděleným po stranách do dvou pásů, a pro slavnostní příležitosti korunu.

- V srbské pravoslavné církvi duchovní všech hodností nosí černý kalimaukion s plochým dýnkem. Mniši během bohoslužeb přes kalimaukion nosí černý závoj. Biskupové nosí černý kalimaukion se širokým fialovým páskem dole a mimo kostel si jej snímají.

- Syrští katoličtí kněží a biskupové v minulosti nosili kalimaukion na rozdíl od svých ortodoxních protějšků, kteří nosí turban. Tato praxe postupně vymizela, nosí ji málokdo, výhradně patriarcha.

## Galerie

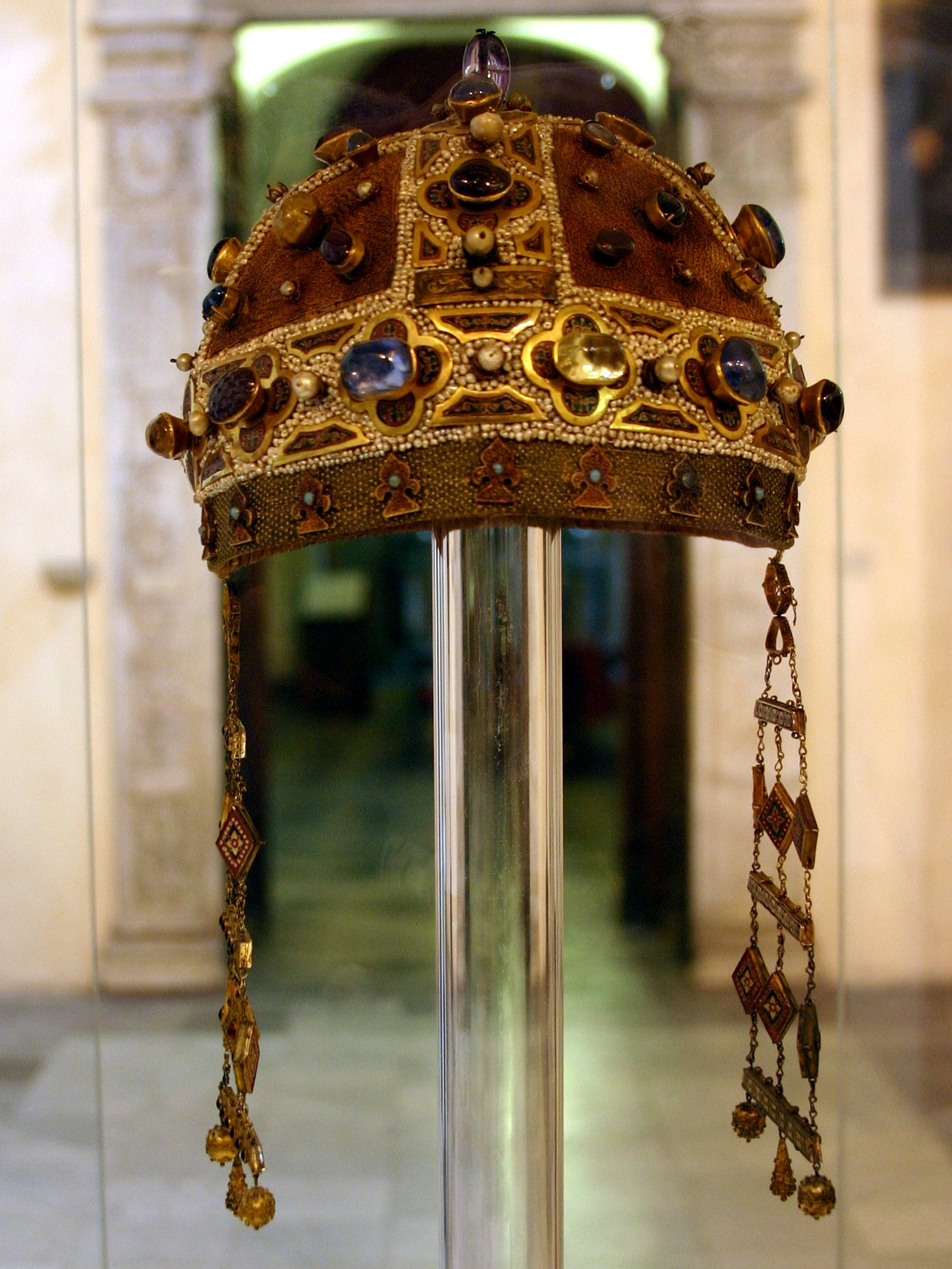
Koruna Konstancie Aragonské
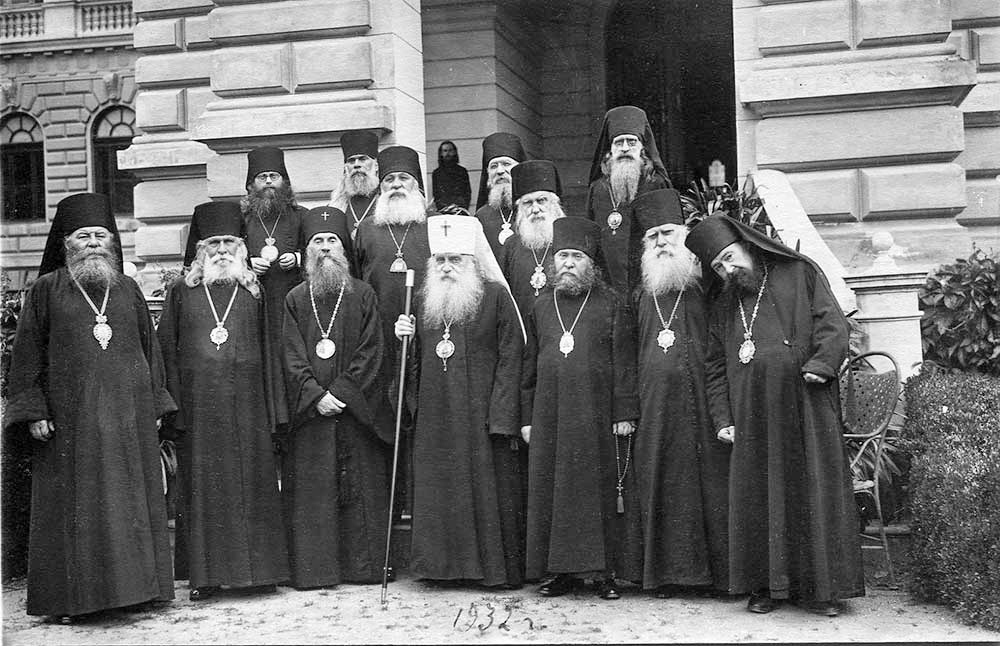
Sbor ruských biskupů a metropolity (v bílé kamilávce) v emigraci roku 1932
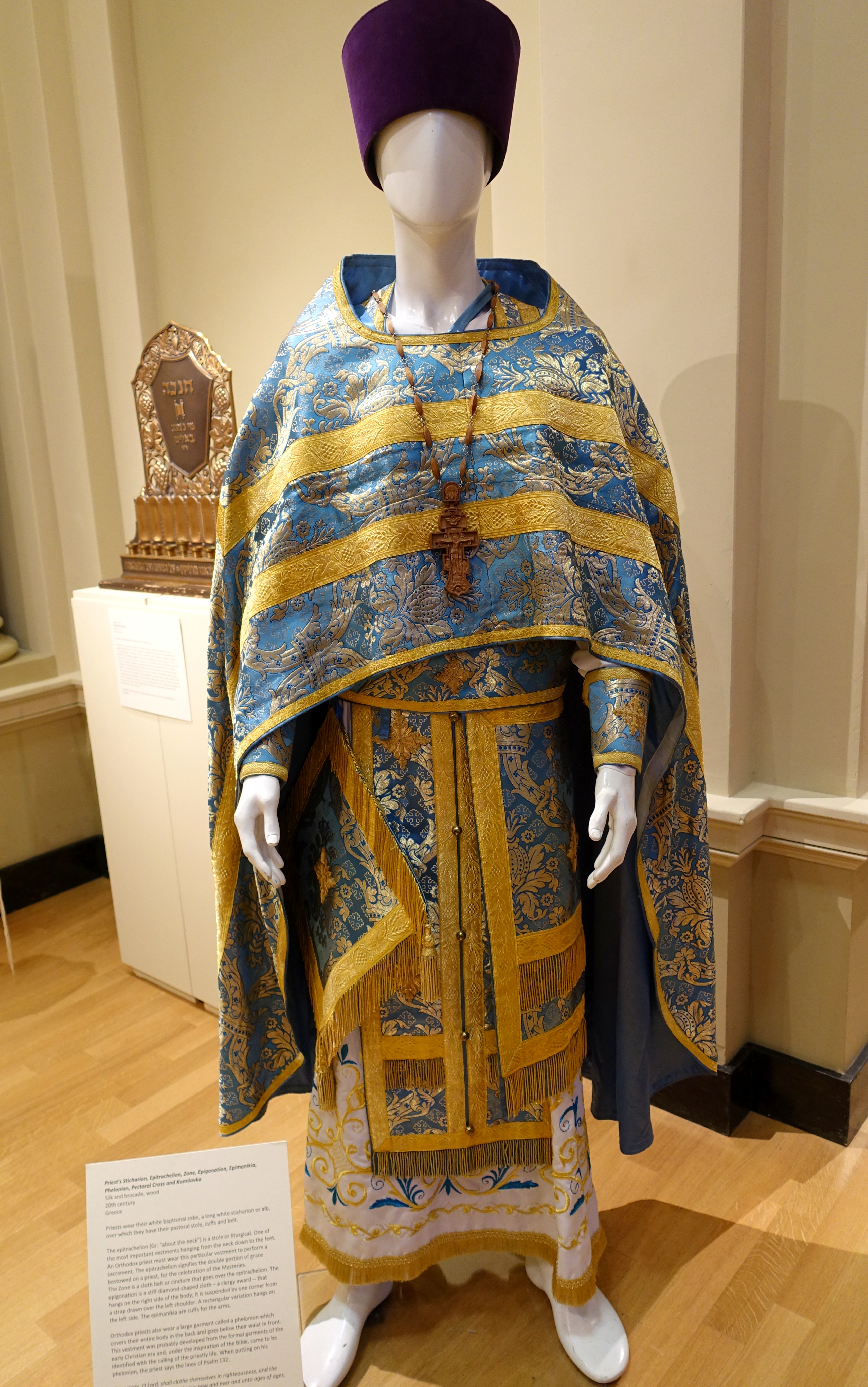
Liturgický oděv pravoslavného kněze, je vidět epitrachil, kamilávka, epigonation a další